# Enrico VI, parte II
Enrico VI, parte seconda (King Henry VI, Part II) è un dramma storico di William Shakespeare.
Scritto approssimativamente tra il 1588 e il 1592, il dramma storico si compone di altre due parti, di cui una precedente e una successiva: l'Enrico VI, parte I e l'Enrico VI, parte III.

## Trama
La parte prima si era aperta con il cordoglio per un funerale; la parte seconda si apre invece con la gioia per un matrimonio annunciato, quello di Enrico VI con Margherita d'Angiò. Ma questa felicità non è affatto condivisa da molti membri autorevoli della corte, per i quali “questo matrimonio è fatale”, essendo parte di un accordo di tregua in cui il re, “ben felice di barattare due ducati con la bella figlia di un duca”, accordava condizioni molto favorevoli alla Francia di Carlo VI.
L'intrigo e la ribellione covano sotto la cenere attorno al re e assediano la sua lieve felicità; persino le donne sono contagiate da questo fascino mortale del potere, e se in questo sembrano "presuntuose e perverse", tuttavia esse testimoniano una diversa autocoscienza.
Nella seconda scena del secondo atto, durante una passeggiata serale nel giardino della casa di York, accade un fatto centrale per l'intera vicenda narrata nell'Enrico VI: York esce allo scoperto con i suoi buoni amici Salisbury e Warwick, del grande e potente clan dei Nevil, e chiedendo loro apertamente “che cosa pensino del suo indiscutibile diritto alla corona d'Inghilterra” ne ottiene il prezioso appoggio, ancorché segreto. Sulla base di questo patto, la corda dell'intrigo si stringe sempre più attorno a Gloucester, il fedele protettore del re, cui vengono estesi i sospetti che si nutrono sul conto di sua moglie Eleonora e pertanto gli viene revocato il ruolo di Protettore; nonostante dubiti della veridicità delle accuse (“Il duca è virtuoso, mite e di troppo buoni costumi per sognare il male o per adoperarsi per la mia rovina”, e “è mia viva speranza che riusciate a giustificarvi pienamente di ogni sospetto: la coscienza mi dice che siete innocente”) Enrico non ha la forza di opporsi alle accuse che vengono rivolte al suo ex protettore, con lo scopo di farlo cadere e di eliminare un ostacolo ai piani di coloro che agiscono e si comportano da congiurati, anche se – e non è paradossale in Shakespeare questa ulteriore complessità della trama - da un punto di vista giuridico sono nel giusto e rivendicano il loro buon diritto. Ma con i mezzi dei congiurati.
Del resto lo stesso Gloucester avverte che “questi sono tempi pericolosi: la virtù è soffocata dalla vile ambizione e la carità cacciata di qui dal rancore; l'istigazione al male domina e la giustizia è sparita” e, prima di essere arrestato, mette in guardia Enrico sulle trame che si stanno compiendo alle sue spalle.
In questo frangente decisivo York incoraggia se stesso all'impresa, e la fortuna aiuta gli audaci: una sommossa in Irlanda consente a York, incaricato di sedarla, di radunare sotto il suo comando, senza destare sospetti, un grande esercito. La morte di Gloucester, assassinato durante la sua prigionia e prima del processo, consente ai veri alleati di York, cioè Salisbury e Warwick, di accusare davanti al re e al popolo Suffolk, Wichester e la stessa regina Margherita. Suffolk, complice una sommossa, viene così esiliato e deve dire addio all'Inghilterra e a Margherita, sua amante. E, come spesso avviene in Shakespeare, proprio in questo frangente al perfido Suffolk vengono ispirate parole di addio a Margherita di una struggente bellezza:
(Enrico VI parte II, Atto terzo, scena II)
Intanto anche il cardinale di Winchester muore “bestemmiando Dio e maledicendo gli uomini” in un delirio di sensi di colpa e di disperazione; e muore Suffolk, ucciso da pirati che hanno intercettato la sua barca mentre egli, insieme ad altri gentiluomini, attraversava lo stretto per raggiungere il suo esilio in Francia.
Il piano di York prosegue senza intoppi; tutte le sue mosse riescono. I suoi nemici si eliminano tra di loro senza che egli debba scoprirsi o destare sospetti. Manca ancora una mossa per preparare il terreno propizio alla sua azione: come egli stesso ammette "Susciterò in Inghilterra una tenebrosa tempesta che manderà migliaia di anime in paradiso o le precipiterà all'inferno; e questo tremendo turbine non cesserà di infuriare finché l'aureo serto sul mio capo, come i raggi luminosi dello splendido sole, non calmi la furia di questo pazzo uragano". Lo strumento di questi disordini sarà Jack Cade, una losca figura di “demonio… e furfante”, un abile sobillatore senza scrupoli, che ama presentarsi come giustiziere del popolo e rivoluzionario che “vuol dare nuova veste allo stato, o rivoltarla e farvi nuovo pelo… animato dallo spirito di buttar giù re e principi...e giura di fare una riforma generale: in Inghilterra le pagnotte da sette soldi e mezzo saranno vendute per un soldo; la capacità del boccale sarà triplicata...tutto il regno sarà di tutti...e quando sarò re non ci sarà più denaro, tutti mangeranno e berranno a mie spese e vi vestirò tutti con la stessa livrea perché andiate d'accordo come buoni fratelli e mi riveriate come vostro signore”.
Il motto di questo brigante del Kent è: “Il nostro ordine è il massimo disordine!”. Alla testa del suo esercito costituito da "una moltitudine cenciosa di servi e contadini rozzi e spietati", Cade avanza verso Londra, se ne impadronisce, costringe il re alla fuga e assapora l'ebbrezza del potere:
(Atto IV, scena 7)
Ma ben presto viene abbandonato da quella stessa folla che lo aveva poco prima acclamato e reso padrone di Londra. “Ci fu mai piuma che si movesse al vento come questa moltitudine?”. Con questo amaro commento, Cade fugge e poco dopo viene ucciso. In questo frangente, il duca di York torna in Inghilterra alla testa dell'esercito che gli era stato messo a disposizione per sedare la rivolta irlandese. Nella sua mente un solo pensiero: “Dall'Irlanda viene York in armi per rivendicare il suo diritto e togliere la corona dal capo del debole Enrico…Ah, santa maestà! Chi non vorrebbe comprarti a qualunque prezzo? Obbediscano coloro che non sanno comandare”. Ma egli pensa di dover ancora dissimulare le sue intenzioni “finché Enrico non sia più debole e io più forte”.
Tuttavia gli eventi precipitano e in conclusione i giochi finora nascosti si rivelano apertamente:
(Atto V, scena 1)
Segue uno scontro cruento tra i partigiani di York, cioè innanzitutto i suoi figli Edoardo e Riccardo, e quindi Salisbury e Warwick, contro i partigiani di Enrico, ovvero Somerset e i due Clifford, padre e figlio. Nella sera di quella giornata, la vittoria arride agli York; il re e i resti dei suoi sostenitori si sono ritirati a Londra per salvare il salvabile e tentare una controffensiva. Il duca di York sa che deve incalzarli e non dare loro tregua.